# Atylotus sphagnicola
Atylotus sphagnicola är en tvåvingeart som beskrevs av Teskey 1985. Atylotus sphagnicola ingår i släktet Atylotus och familjen bromsar. Inga underarter finns listade i Catalogue of Life.